# Сюй Ліцзя
Сюй Ліцзя  (кит.: 徐莉佳, 30 серпня 1987) — китайська яхтсменка, олімпійська чемпіонка та медалістка.

## Виступи на Олімпіадах
| Олімпіада   | Дисципліна | Місце |
| ----------- | ---------- | ----- |
| Пекін 2008  | Лазер      | 3     |
| Лондон 2012 | Лазер      | 1     |